# قصعين أخضر
قصعين أخضر (الاسم العلمي: Salvia viridis) هو نوع نباتي يتبع جنس القصعين من فصيلة الشفوية.